# Igor Magogin
Igor Aleksandrowicz Magogin, ros. Игорь Александрович Магогин (ur. 16 września 1981 w Swierdłowsku) – rosyjski hokeista, trener.

## Kariera zawodnicza
- Gazowik Tiumeń (2000-2004)
- Sputnik Niżny Tagił (2004-2007)
- Awtomobilist Jekaterynburg (2007-2011)
- Sputnik Niżny Tagił (2011)
- Jugra Chanty-Mansyjsk (2011-2015)
- Łada Togliatti (2015-2016)
- Siewierstal Czerepowiec (2016-2017)
- HC 07 Detva (2018-2019)

Wychowanek Spartakowca Jekaterynburg. Od czerwca 2011 zawodnik Chanty-Mansyjsk. Kapitan tej drużyny w sezonach KHL (2012/2013) i KHL (2013/2014). Od maja 2015 zawodnik Łady Togliatti, związany dwuletnim kontraktem. Od maja 2016 do kwietnia 2017 zawodnik Siewierstali Czerepowiec. W czerwcu 2018 został zawodnikiem słowackiego klubu HC 07 Detva.

## Kariera trenerska
W maju 2023 wszedł do sztabu zespołu juniorskiego Łoko-76 Jarosław.

## Sukcesy
Reprezentacyjne
- Złoty medal zimowej uniwersjady: 2003